# زنبق سقفی
زنبق سقفی (نام علمی: Iris tectorum) نام یک گونه از سرده زنبق است.